# Cerco de Constantinopla (1204)
O Cerco de Constantinopla (também chamado de Quarta Cruzada) ocorreu em 1204 e destruiu partes da capital do Império Bizantino quando a cidade foi capturada pelas forças ocidentais e pelos cruzados venezianos. Após a captura, o Império Latino foi fundado e Balduíno de Flandres foi coroado como imperador latino com o nome de Balduíno I de Constantinopla na Basílica de Santa Sofia.

## Antecedentes
O "Massacre dos Latinos" - um massacre em grande escala dos habitantes católicos ("latinos") de Constantinopla pela população ortodoxa da cidade em maio de 1182 - teve um efeito devastador nas já tensas relações entre as igrejas Católica e Ortodoxa. O massacre também piorou a imagem dos bizantinos aos olhos dos poderes ocidentais e, embora os acordos comerciais terem sido rapidamente retomados, a hostilidade permaneceria.
Logo após o primeiro cerco de Constantinopla, em 1 de agosto de 1203, o pró-cruzadas Aleixo Ângelo foi coroado imperador com o nome de Aleixo IV Ângelo e logo tentou pacificar a cidade. Porém, revoltas entre os gregos anti e os latinos pró-cruzados irromperam no final do mês e perduraram até novembro, período no qual a maior parte da população então se voltou contra o imperador Aleixo IV.[carece de fontes?]
Em 25 de janeiro de 1204, a morte do coimperador Isaac II provocou novas revoltas em Constantinopla, que acabaram por derrubar Aleixo. Ele, por sua vez, se voltou para os cruzados em busca de ajuda, mas acabou preso pelo camareiro imperial Aleixo Ducas, que se declarou imperador em 5 de fevereiro. O imperador Aleixo V Ducas tentou então negociar com os cruzados para que eles se retirassem do território bizantino, mas eles se recusaram a abandonar o antigo acordo feito com Aleixo IV. Quando o novo imperador ordenou a execução do deposto Aleixo IV em 8 de fevereiro, os cruzados declararam guerra a Aleixo V. Em março de 1204, os líderes cruzados e os venezianos se decidiram por simplesmente tomar a cidade de Constantinopla e firmaram um acordo para dividir o Império Bizantino entre eles.[carece de fontes?]

## Cerco
Pelo final de março, a força combinada dos exércitos cruzados estavam cercando Constantinopla enquanto que Aleixo V começou a reforçar as defesas da cidade ao mesmo tempo que realizava operações de pequeno porte fora da cidade. O acampamento dos cruzados se centrava na cidade de Gálata, do outro lado do Chifre de Ouro.
Em 9 de abril de 1204, as forças cruzadas e venezianas iniciaram o ataque às fortalezas no Chifre de Ouro cruzando-o em direção da muralha noroeste da cidade, mas, por conta do mau tempo, tiveram que recuar quando se viram sob um pesado ataque dos arqueiros quando ainda estavam em campo aberto entre as fortalezas e a praia.

## Captura da cidade

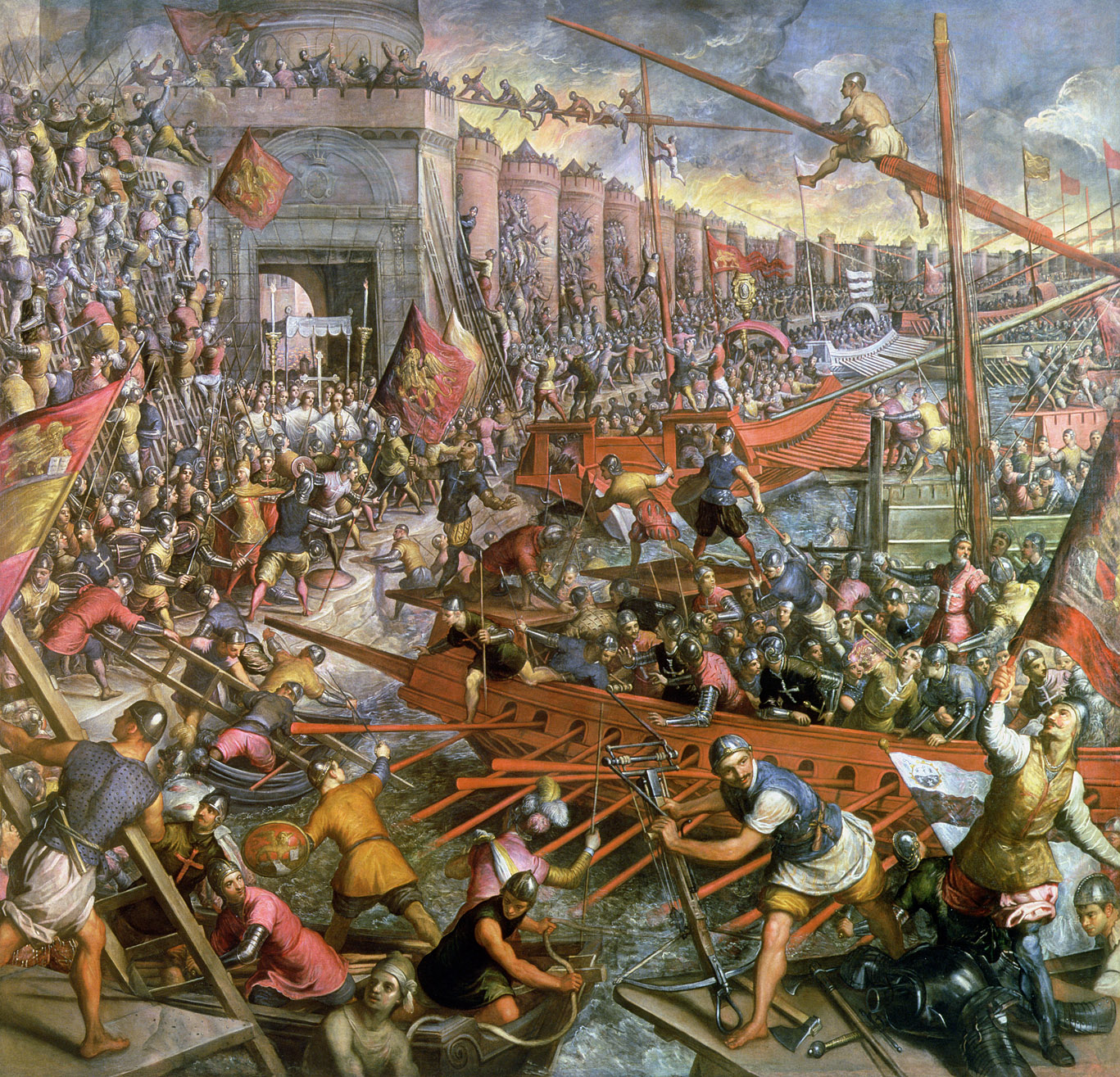
A captura de Constantinopla em 1204, quadro a óleo por Tintoretto.

Em 12 de abril de 1204, as condições climáticas finalmente favoreceram aos cruzados e um segundo assalto se iniciou sob o céu claro. Um forte vento norte ajudou as embarcações venezianas perto do Chifre a chegarem próximas da muralha, o que permitiu que os atacantes tomassem algumas das torres. Após uma curta batalha, aproximadamente 70 cruzados conseguiram entrar na cidade. Alguns deles foram capazes, depois de algum tempo, de criar buracos na muralha, grandes o suficiente para que uns poucos cavaleiros por vez passassem. Os venezianos também conseguiram escalar a muralha a partir do mar, ainda que ali uma sangrenta batalha tenha se travado contra a guarda varangiana. Os cruzados então capturaram o bairro de Blaquerna, no noroeste, e utilizaram a região como base para atacar o resto da cidade, embora, ao tentarem se defender com uma vala de fogo, eles terminaram incendiando ainda mais seções da cidade. Este segundo incêndio deixou mais de 15 000 pessoas sem residência. O imperador Aleixo V fugiu durante a noite através do Portão Polyandriou e escapou para a zona rural a oeste da cidade.[carece de fontes?]

## Saque de Constantinopla

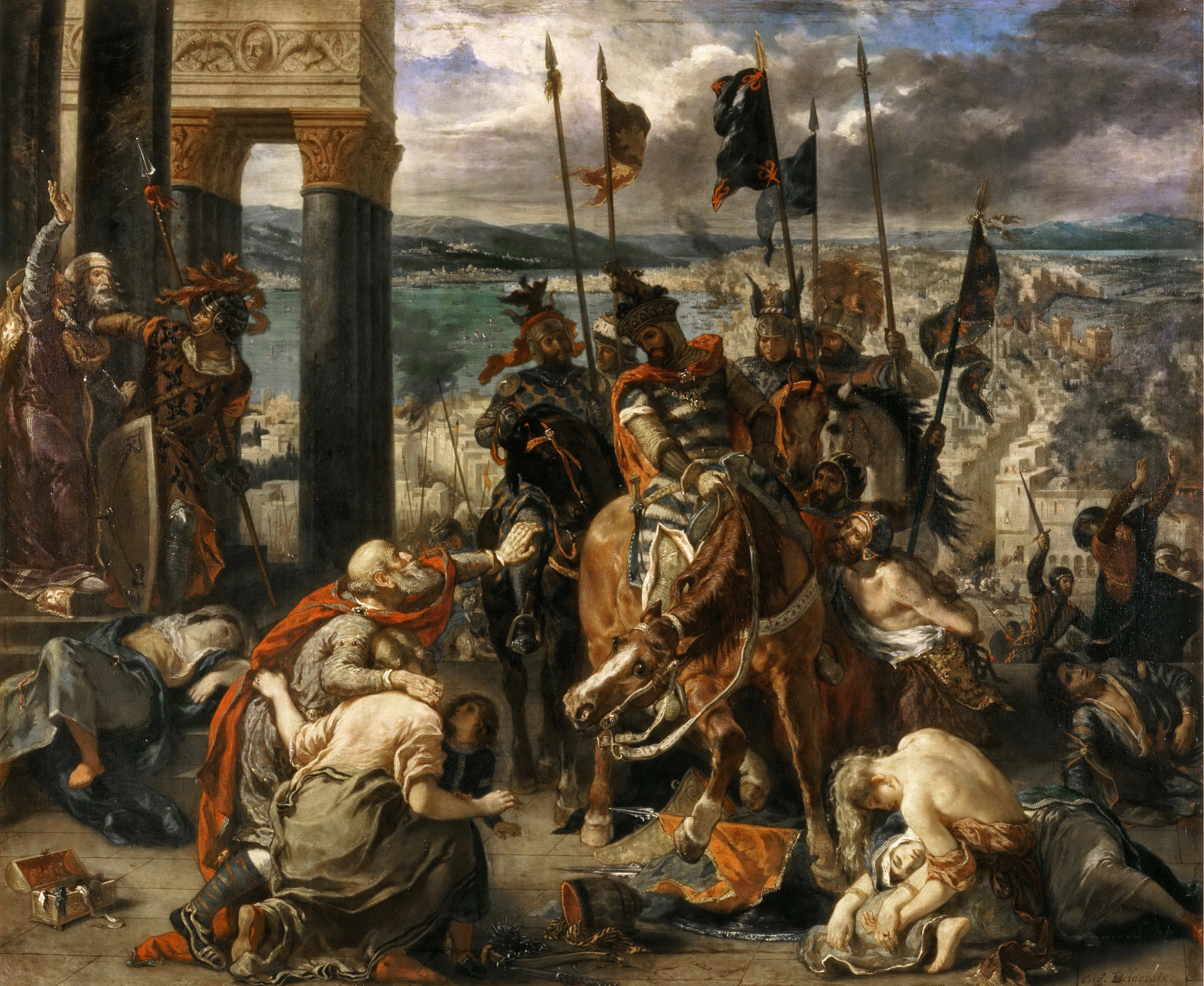
Entrada dos Cruzados em Constantinopla, por Delacroix, atualmente no Museu do Louvre, em Paris.

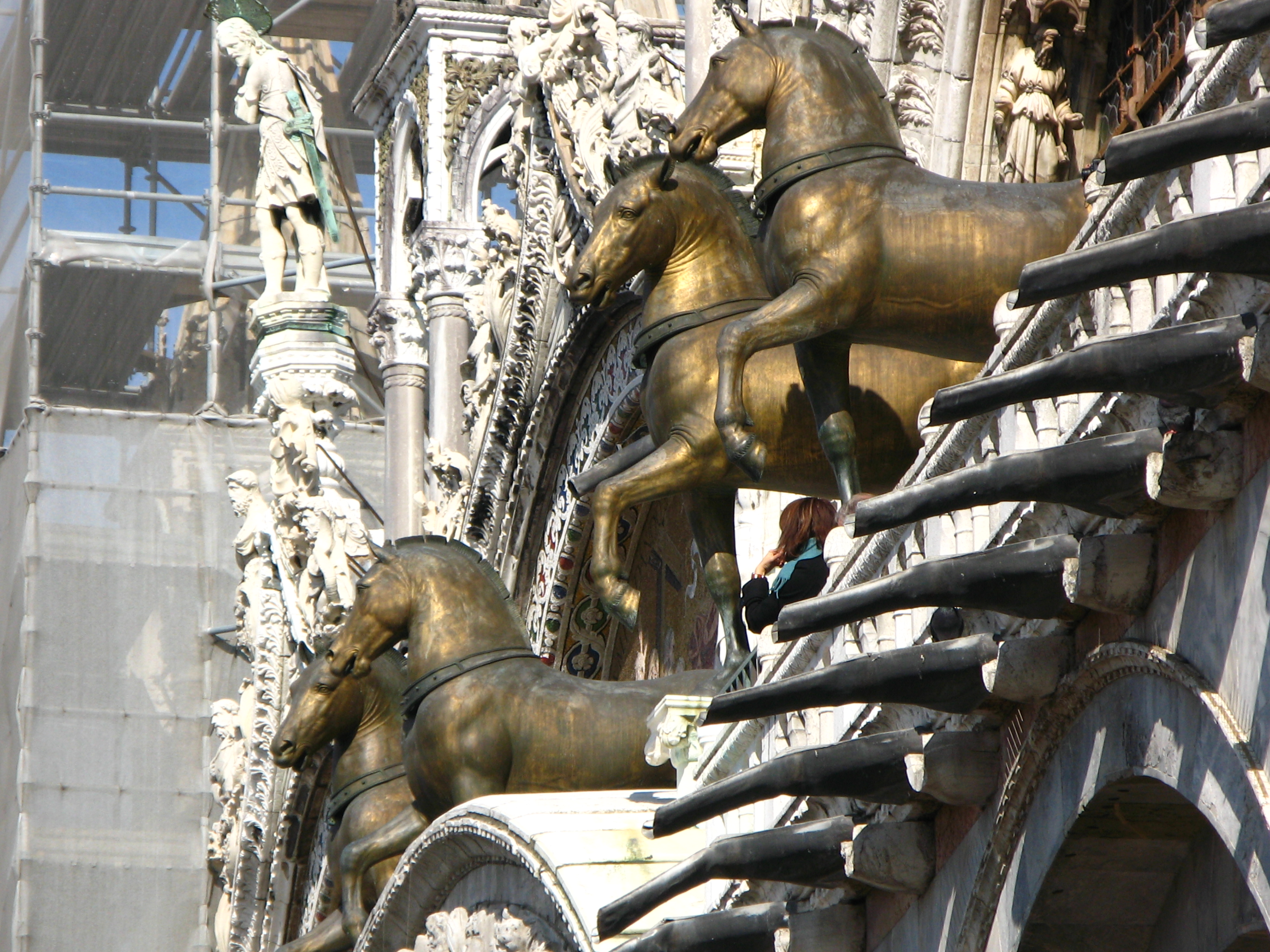
Os cavalos de bronze na Basílica de São Marcos, em Veneza, foram roubados do Hipódromo de Constantinopla e lá estão até hoje.

Os cruzados então saquearam, aterrorizaram e vandalizaram Constantinopla por três dias, durante os quais muitas obras de arte gregas e romanas foram ou roubadas ou destruídas. Os famosos cavalos de bronze que decoravam o hipódromo foram parar na fachada da Basílica de São Marcos em Veneza, onde estão até hoje. Além de terem sido roubados, obras de valor inestimável foram destruídas apenas por seu valor material. Uma das mais preciosas obras a sofrer esse destino foi a enorme estátua de bronze de Hércules, criada pelo lendário Lísipo, escultor real de Alexandre, o Grande. Como muitas outras obras de bronze, foi derretida pelos cruzados, cegos por obter algum lucro imediato.
A Biblioteca de Constantinopla foi destruída. Apesar de seus juramentos e das ameaças de excomunhão, os cruzados violaram sistematicamente diversos santuários sagrados da cidade, destruindo ou roubando tudo o que conseguiam encontrar, poupando nada. Infelizmente, a indefesa população civil da cidade também teve que se sujeitar à ganância cruzada por espólios e glória: milhares foram mortos a sangue frio, as mulheres - mesmo as freiras - foram estupradas pelos conquistadores. As igrejas, mosteiros e conventos foram saqueados e mesmo os altares foram destruídos para que deles se pudesse arrancar o que havia de precioso, ouro, mármore ou pedras preciosas, justamente pelos guerreiros que haviam jurado lutar pelo cristianismo. Embora os venezianos também tenham se engajado no saque, suas ações foram muito mais contidas. O Doge Dandolo parecia ter muito mais controle sobre seus homens e, ao invés de uma destruição sem sentido que viam à volta, os venezianos roubaram principalmente as relíquias religiosas e as obras de arte que, posteriormente, levariam de volta para Veneza para decorarem suas próprias igrejas.
Acredita-se que o valor total do que foi roubado de Constantinopla tenha sido por volta de 900 000 marcas de prata. Os venezianos receberam 150 000 delas, o que lhes era devido, enquanto que os cruzados ficaram com 50 000. Adicionalmente, 100 000 foram divididas entre ambos. O restante foi roubado em segredo pelos cavaleiros cruzados. Os habitantes latinos de Constantinopla, por sua vez, tiveram a oportunidade de se vingarem do Massacre dos Latinos de 1182.

## Resultado

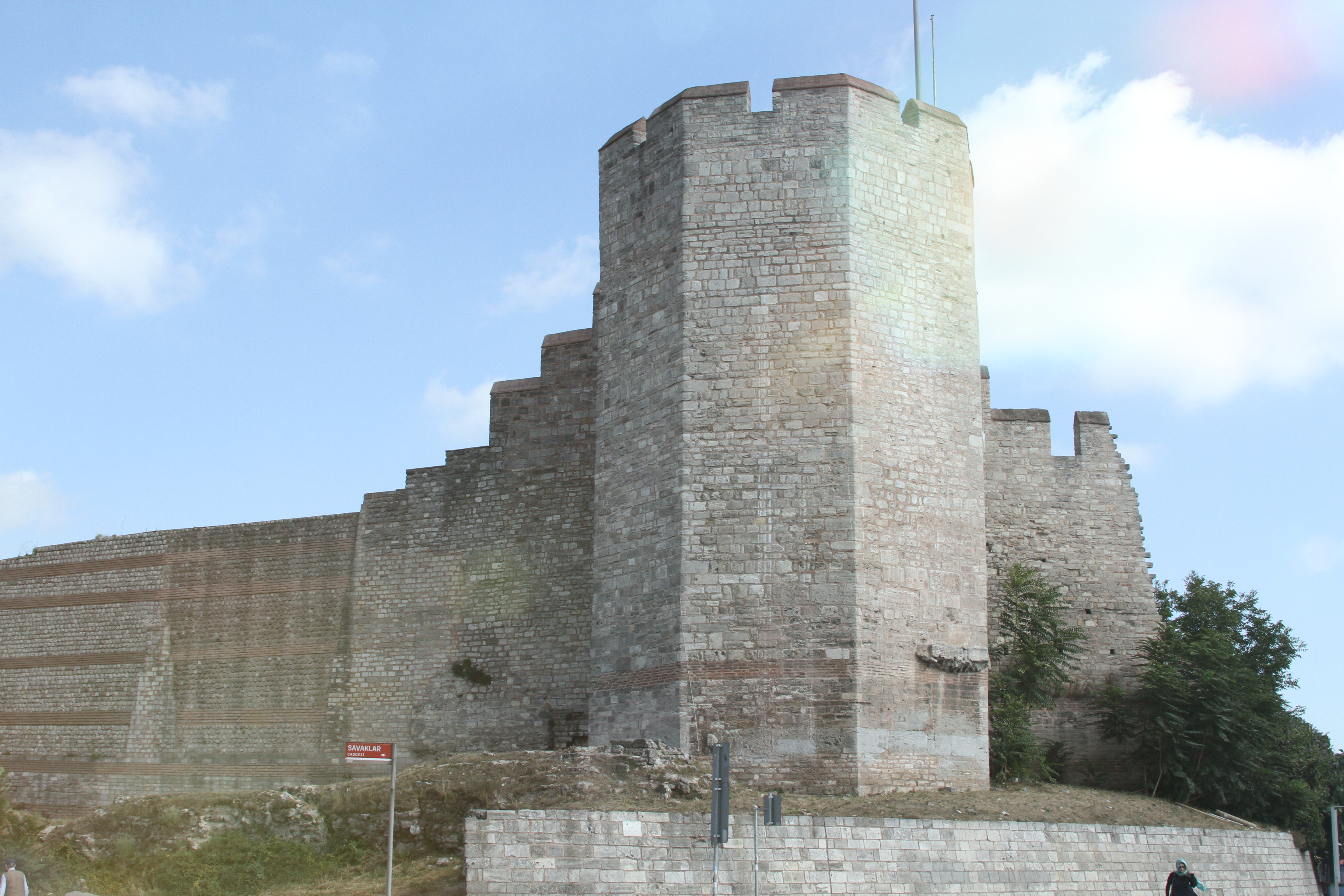
As formidáveis muralhas de Constantinopla não foram capazes de proteger a cidade.

De acordo com a Partitio Romaniae, um acordo pré-firmado entre os conquistadores, o Império foi dividido entre Veneza e os líderes cruzados, o que resultou na fundação do Império Latino. Bonifácio não foi eleito como novo imperador, mesmo que os habitantes o considerassem como tal. Os venezianos acreditavam que ele tinha muitas conexões com o antigo império por causa de seu irmão, Rainério de Monferrato, que fora casado com Maria Comnena, imperatriz nas décadas de 1170 e 1180. Ao invés disso, eles alçaram Balduíno de Flandres ao trono imperial, coroando-o na catedral de Santa Sofia. Bonifácio, por sua vez, conseguiu fundar o vassalo Reino de Tessalônica, enquanto que os venezianos fundaram o Ducado do Arquipélago no mar Egeu. O conjunto de estados fundados após a conquista de Constantinopla ficou conhecido como "Latinocracia" (ou "Francocracia", pois os cruzados eram chamados de "francos" no oriente).[carece de fontes?]
A maior parte da aristocracia bizantina conseguiu escapar da cidade. Entre a população da cidade não havia simpatia alguma por eles, que vinham gerenciando o império de forma cada vez mais desastrada. Estes aristocratas fundariam seus próprios reinos e estados sucessores de Império Bizantino, o mais importante deles sendo o Império de Niceia sob Teodoro I Láscaris, um parente de Aleixo III, e também o Império de Trebizonda e o Despotado de Epiro.[carece de fontes?]

## Legado
Oitocentos anos depois da Quarta Cruzada, o papa João Paulo II expressou sua tristeza por duas vezes pelo massacre. Em 2001, ele escreveu para Cristódulo, o arcebispo de Atenas, dizendo "É trágico que os conquistadores, que partiram para assegurar o acesso livre dos cristãos à Terra Santa, tenham se voltado contra seus irmãos de fé. O fato de serem cristãos latinos enche os católicos com um profundo arrependimento". Em 2004, durante a visita de Bartolomeu I, o patriarca de Constantinopla, ao Vaticano, João Paulo II perguntou: "Como é que podemos não compartilhar, mesmo à distância de oito séculos, a dor e o desgosto". Estas palavras tem sido consideradas como um pedido de desculpas à Igreja Ortodoxa pelo massacre da Quarta Cruzada.
Em abril de 2004, num discurso pelo oitocentésimo aniversário da captura da cidade, o patriarca Bartolomeu formalmente aceitou o pedido. "O espírito de reconciliação é maior que o ódio", disse ele durante a liturgia, que contava com a presença do arcebispo católico Philippe Barbarin, de Lyon, na França. "Recebemos com gratidão e respeito seu gesto cordial pelos trágicos eventos da Quarta Cruzada. É um fato que um crime foi cometido aqui na cidade oitocentos anos atrás". Bartolomeu afirmou que sua aceitação veio no espírito da Pascha. "O espírito de reconciliação da ressurreição... incita-nos em direção da reconciliação entre as nossas igrejas".